# KGMB

Ancien logo de KGMB9 (2007-2009)

KGMB est une station de télévision américaine située à Honolulu dans l'état d'Hawaï, affiliée au réseau CBS. La chaîne appartient à Gray Television.

## Histoire
Originellement la chaîne appartient à Hawaii Broadcasting System sous le nom de KGMB-TV, puis en 1960 elle devient la propriété de Honolulu Star-Bulletin. Congressman-to-be Cec Heftel achète la station et crée la Pacific Broadcasting Company.
KGMB-TV devient KGMB9 et est diffusé en couleur. Des programmes comme Checkers & Pogo, et LIVE acquièrent une forte audience. En 1977 Lee Enterprises of Davenport, Iowa rachète la chaîne puis elle est vendue en 2000 à EMMIS Communications.
EMMIS Communications déjà propriétaire de la chaîne KHON-TV (en) dut demander une dérogation à la Federal Communications Commission à cause de la situation de monopole.
En juin 2009 Greenlaw/Marshall Communications (GMC) fait l'acquisition de la chaîne et en quelques mois les nouveaux propriétaires construisent un nouveau studio d'information, lancent un nouveau site internet et développent le pôle information avec la création de la matinale Sunrise on KGMB9.

## Diffusion
| Canal virtuel | Image | Aspect | Programmation               |
| ------------- | ----- | ------ | --------------------------- |
| 5.1           | 1080i | 16:9   | Programmation KGMB / CBS HD |
| 5.2           | 480i  | 16:9   | Circle (en)                 |
| 5.3           | 480i  | 16:9   | Ion Mystery (en)            |
| 5.4           | 480i  | 16:9   | Bounce TV                   |
| 5.5           | 480i  | 16:9   | True Crime Network (en)     |
| 5.6           | 480i  | 16:9   | Quest (en)                  |